# Обанж
Оба́нж (фр. Aubange, валлон. Åbindje, люксемб. Éibeng, нім. Ibingen) — комуна у Валлонії, розташована в провінції Люксембург, округ Арлон. Належить Французькому мовному співтовариству Бельгії. На площі 45,60 км² проживає 15 016 осіб (щільність населення — 329 осіб/км²), з яких 48,79 % — чоловіки та 51,21 % — жінки. Середній річний дохід душу населення 2003 року становив 12 365 євро.
Поштовий код: 6790-6792. Телефонний код: 063.